# Matheus (football, 1983)
Pour les articles homonymes, voir Matheus.
Matheus Leite Nascimento est un footballeur brésilien, né le 15 janvier 1983 à Ribeirópolis. Il évolue au poste d'attaquant.

## Biographie
Le 27 mai 2015, lors de la finale de la Ligue Europa 2014-2015, Matheus fait une chute inquiétante. Elle n'est due "qu'"à une fracture du nez à la suite d'un choc avec Benoît Trémoulinas, joueur de Séville. Séville sort vainqueur de ce match 3-2.

## Palmarès
- FK Dnipro
  - Finaliste de la Ligue Europa en 2015.